# Oleksandra Sjevtjenko
Oleksandra Sjevtjenko (på ukrainska: Олександра Шевченко), född 24 april 1988 i Chmelnytskyj i Sovjetunionen (i nuvarande Ukraina), är en ukrainsk aktivist och medgrundare av den feministiska gruppen Femen.

## Biografi
Sjevtjenko föddes och växte upp i Chmelnytskyj i nuvarande Ukraina. Hon är enda barnet till en yrkessoldat och en lärarinna.
Tillsammans med Anna Hutsol och Oksana Sjatjko grundade hon Femen i Kiev den 10 april 2008. Ursprungligen riktades protesterna mot orättvisa villkor för kvinnliga studenter, men breddades snabbt till protester mot sexuell exploatering av ukrainska kvinnor. I augusti 2009 blottade Oksana Sjatjko sina bröst under en Femen-aktion, men först 2010 kom topless att bli den etablerade taktiken vid Femens demonstrationer. Man insåg att utan den uppmärksamhet detta skapade i medier skulle budskapet inte höras.
År 2011 började internationella media uppmärksamma dessa feministiska demonstrationer, Samma år flyttade Sjevtjenko tillsammans med Inna Sjevtjenko och Jenia Kraizman sina demonstrationer till den internationella scenen med protester i Paris mot Dominique Strauss-Kahn, i Rom mot Silvio Berlusconi, vid Peterskyrkan i Vatikanen mot påven och i Moskva mot Vladimir Putin.
År 2013 etablerade Sjevtjenko ett center för träning av Femen-aktivister i Berlin. Då publicerade de tillsammans med den franska författaren Galia Ackerman boken FEMEN på franska. År 2013 lämnade Sjevtjenko Ukraina.

## Filmografi
- "Nos seins, nos armes!" (Våra bröst, våra vapen!), dokumentärfilm av Caroline Fourest och Nadia El Fani, 2013.[19]
- "Everyday Rebellion", dokumentärfilm av bröderna Riahi, Arash T. Riahi och Arman T. Riahi, Österrike, 2013.
- Ukraine Is Not a Brothel